# Grumpy Cat
Tardar Sauce, alias Grumpy Cat, née le 4 avril 2012 à Morristown en Arizona (États-Unis) et morte le 14 mai 2019 dans la même ville, est une chatte célèbre sur internet, devenue un mème Internet en raison de son expression faciale boudeuse.
Littéralement, grumpy cat signifie « chat grincheux ». Selon la propriétaire de l'animal, l'expression faciale inhabituelle de Tardar Sauce est due au nanisme du félin et à la malocclusion dentaire dont il est affecté.

## Biographie
La première apparition du félin sur Internet date du 23 septembre 2012, quand Bryan Bundesen, le frère de la propriétaire de l'animal, Tabatha Bundesen, publie des photographies du chat Tardar Sauce sur le site Reddit,.
Les clichés et vidéos du chat ont alors beaucoup de succès et font l'objet de nombreux détournements de la part d'internautes — notamment sous la forme d'images aux légendes humoristiques (mèmes et lolcats), typiques des phénomènes Internet : « Je me suis amusé une fois. C'était affreux. (I had fun once. It was awful.) »,, peut-on lire sur la plus connue d'entre elles. Il reçoit alors le surnom de « Grumpy Cat » (le « Chat grincheux »).
Le chat reçoit le Webby Award du meilleur mème de l'année 2013.
Sur Facebook, la page officielle du Grumpy Cat compte, en décembre 2017, plus de 8 700 000 fans.
Le félin a été l'invité de nombreux événements, dont le festival South by Southwest ainsi que lors de sa tournée à New York dans des émissions télévisées américaines : Today sur NBC, Good Morning America sur ABC, etc. Il devait à cette occasion promouvoir la série de vidéos, Will Kitty Play With It?, réalisée par la marque d'aliments pour animaux Friskies, et dans laquelle il a fait une apparition. Il a également figuré dans Lil Bub & Friendz, un documentaire réalisé par Andy Capper (en), projeté au Festival du film de TriBeCa le 18 avril 2013.
En septembre 2013, le New York Magazine estimait la valeur de Grumpy Cat à 1 million de dollars.
Tardar Sauce meurt à l'âge de sept ans le 14 mai 2019, des suites d'une infection urinaire.

## Caractéristiques

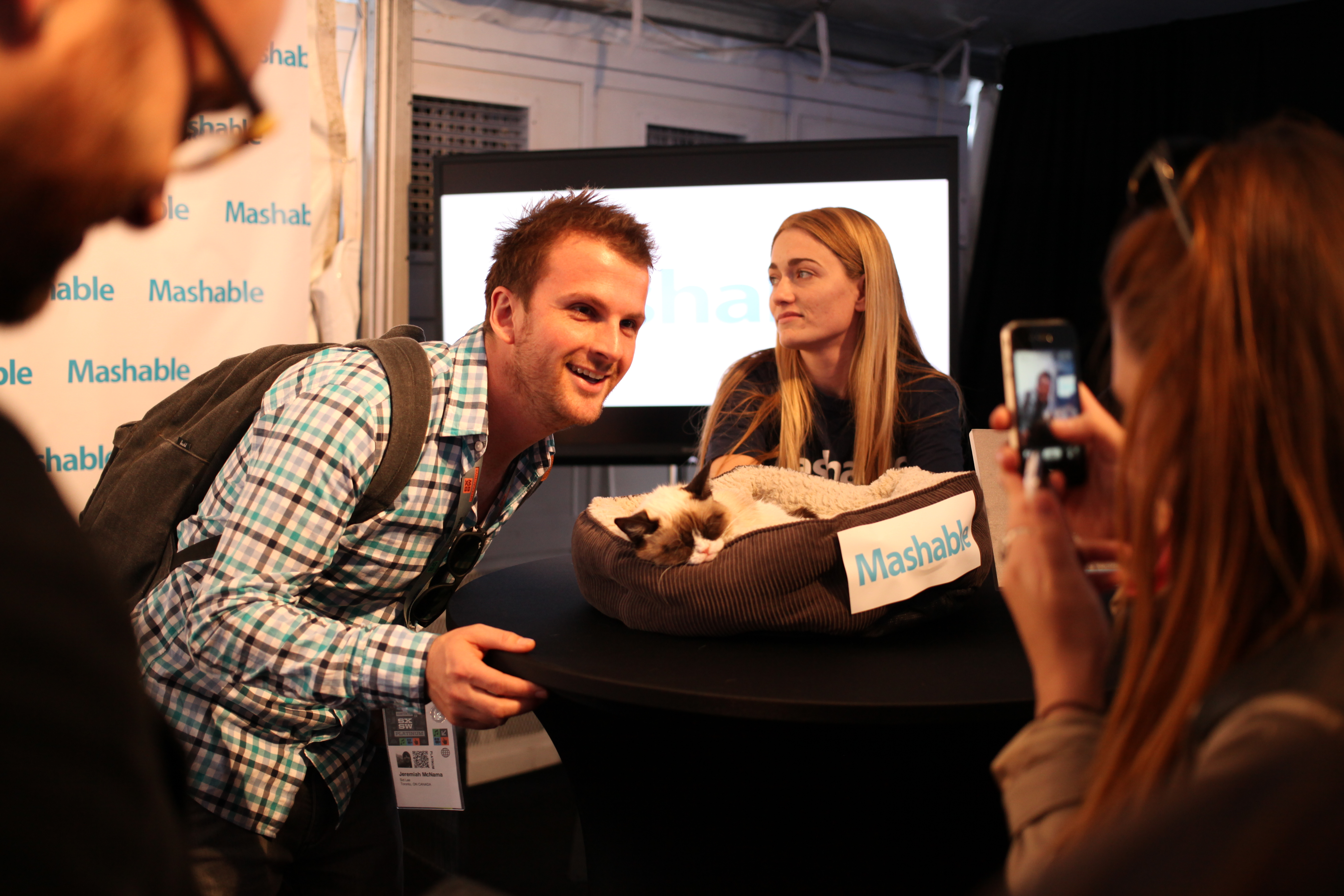
Grumpy Cat et sa propriétaire, Tabatha Bundesen, lors d'une séance photo en 2013.

Selon sa propriétaire, Tabatha Bundesen, l'expression faciale de Tardar Sauce est due au nanisme félin et à la malocclusion dentaire dont la chatte est affectée. Elle et son frère Pokey sont nés de parents normaux avec une tête plate, des yeux ronds et une queue courte. Mais, ironiquement, Grumpy Cat est calme alors que son frère est souvent d'humeur grincheuse.
Toujours selon Bundesen, Grumpy Cat est un chat normal 99 % du temps, car sa propriétaire limite les manipulations de l'animal par des étrangers et les sessions de photos à une fréquence hebdomadaire.

## Produits dérivés

### Adaptation en film
En mai 2013, la société de production américaine Broken Road travaille sur une adaptation cinématographique du personnage de Grumpy Cat, dont la voix pourrait être jouée par l'agent du chat, Ben Lashes. À la suite de cette annonce, le félin a fait la une du Wall Street Journal le 30 mai 2013.
Le 11 juin 2014, le Hollywood Reporter annonce que la chaine de télévision américaine Lifetime va produire un film sur l'animal, intitulé Joyeux Noël Grumpy Cat ! (Grumpy Cat's Worst Christmas Ever), pendant les vacances d'été. Le film est tourné à l'été 2014, avec Tim Hill et Jeff Morris comme auteurs du script. Le film est diffusé le 29 novembre 2014 sur Lifetime.

### Livres
- Grumpy Cat, A Grumpy Book[21] est un livre illustré de photos du chat, paru en 2013, et traduit[22].
- The Grumpy Guide to Life: Observations from Grumpy Cat, 5 août 2014.

### Merchandising
- Grumpy Cat Puppet : poupée officielle du Grumpy Cat.

### Revenus générés
Les revenus générés par la vente à travers le monde de l'ensemble des produits dérivés liés à l'image de Grumpy Cat auraient rapporté plus d’une centaine de millions de dollars à sa propriétaire Tabatha Bundesen.

## Distinctions et hommages
- La chaine MSNBC a désigné Grumpy Cat comme le chat ayant eu le plus d'influence en 2013[24].
- L'application Swarm de Foursquare a sorti un autocollant en édition limitée mettant en scène Grumpy Cat[25].
- Grumpy Cat a gagné le « BuzzFeed's Meme of the Year Award » lors des Webby Awards 2013[8],[26].
- Grumpy Cat a gagné le premier prix « Golden Kitty » lors du second Internet Cat Video Festival (en)[27],[28].
- Grumpy Cat a gagné un « Lifetime Achievement Award » lors des Friskies Awards 2013[29].
- Une statue de cire de Grumpy Cat figure au musée de Madame Tussauds de San Francisco[30].